# 民安镇 (北流市)
民安镇，是中华人民共和国广西壮族自治区玉林市北流市下辖的一个乡镇级行政单位。

## 行政区划
民安镇下辖以下地区：
十字铺社区、民安村、高车村、松石村、兴上村、丰村、六感村、才旺村和陶瓷工业园区社区。